# إدموند فرانكلين وارد
إدموند فرانكلين وارد (بالإنجليزية: Edmund Franklin Ward)‏ هو رسام توضيحي أمريكي، ولد في 3 يناير 1892 في وايت بلينس في الولايات المتحدة، وتوفي في 14 ديسمبر 1990.